# Grupul statuar „Familia Brâncoveanu” din Suceava

Grupul statuar „Familia Brâncoveanu” din Suceava

Grupul statuar „Familia Brâncoveanu” din Suceava (cunoscut și ca Grupul statuar „Sfinții Martiri Brâncoveanu”) este un monument din bronz închinat domnului Țării Românești Constantin Brâncoveanu (1688–1714), care a fost realizat de către sculptorița Ginete Sántha și dezvelit în anul 1978 în municipiul Suceava. Statuia este amplasată în spațiul verde de pe latura de vest a Bisericii Nașterea Maicii Domnului, în spatele Palatului de Justiție.

## Istoric și descriere
Statuia a fost realizată de către sculptorița Ginete Sántha și amplasată în anul 1978 în centrul municipiului Suceava, în Parcul Trandafirilor, situat pe strada Ștefan cel Mare, între Magazinul Universal „Bucovina” și Palatul de Justiție. Monumentul elogiază personalitatea lui Constantin Brâncoveanu (1688–1714), unul dintre voievozii importanți din istoria românilor, deși personalitatea sa nu a fost legată de istoria orașului Suceava.
Grupul statuar este realizat din bronz și îl înfățișează pe voievod în picioare, împreună cu soția sa și cei șapte copii ai lor, toți formând un grup monolit. Costumele purtate de voievod și familia sa sunt stilizate. Opera are 1,79 metri înălțime, 0,95 metri lungime și 0,47 metri lățime.
Statuia s-a aflat inițial pe un soclu din beton, cu înălțimea de 0,37 metri, lungimea de 0,72 metri și lățimea de 0,53 metri. Pe soclu nu se afla nici o inscripție.
Deoarece grupul statuar era aproape neobservat în Parcul Trandafirilor, s-a dorit amplasarea sa într-un loc unde să devină vizibil. În spatele Palatului de Justiție din Suceava (unde fusese închisorea în care au fost schingiuiți luptătorii anticomuniști), se construise Biserica Nașterea Maicii Domnului (numită și Biserica „In Memoriam”). La dorința preotului-paroh Viorel Vârlan, care a considerat că grupul statuar reprezentându-i pe cei care și-au jertfit viața pentru credința ortodoxă s-ar potrivi mult mai bine lângă biserica din apropierea locului unde au fost schingiuiți luptătorii pentru libertate, municipalitatea Sucevei a aprobat mutarea monumentului.
Astfel, în octombrie 2004, grupul statuar a fost mutat în spațiul verde de pe latura de vest a bisericii, fiind amplasat pe axul crucii. Monumentul a fost sfințit pe noul amplasament la 16 august 2005, de Sărbătoarea Sfinților Martiri Brâncoveni. Ulterior soclul a fost înălțat și placat cu marmură neagră. Are o placă tot din marmură neagră, cu inscripția: „Familia Sfinților Martiri Brîncoveni”. Sub aceasta a fost montată în 2018 încă o placă, de culoare albă, pe care este gravat următorul text:
„La secole pline de nedreptăți și suferințe, răbdate creștinește, ce s-au scurs după martiriul Sfinților Brâncoveni, ne rugăm pentru odihna sufletelor și iertarea păcatelor miilor de români nevinovați, în căutarea libertății date de la Bunul Dumnezeu, măcelăriți din porunca comisarilor sovietici în anul 1941 – 7 februarie la Lunca, ținutul Herței și la 1 aprilie la Fântâna Albă, 14 km. nord de Rădăuți. Deopotrivă ne închinăm pentru marea mulțime a celor care au urmat și, mărturisind apartenența de credință și neam, au suferit chinurile temnițelor comuniste, după 1945, la penitenciarul Suceava și în alte multe locuri din țară... «Doamne, întoarce-i la bunătate și rugăciune pe toți vrăjmașii noștri!»”—Suceava, 7 februarie 2018 

## Imagini

Grupul statuar „Familia Brâncoveanu”
Grupul statuar „Familia Brâncoveanu”
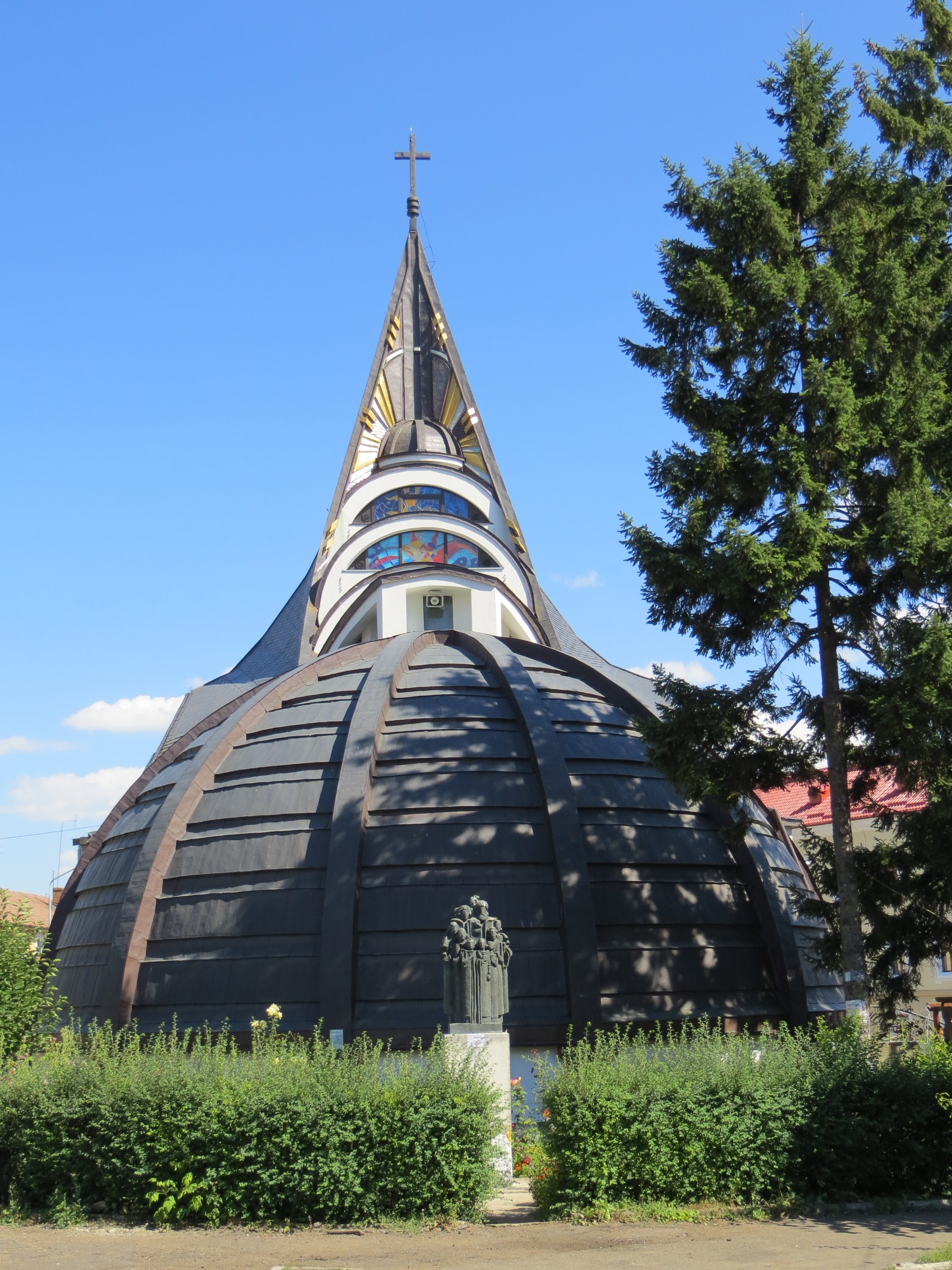
Biserica Nașterea Maicii Domnului și grupul statuar
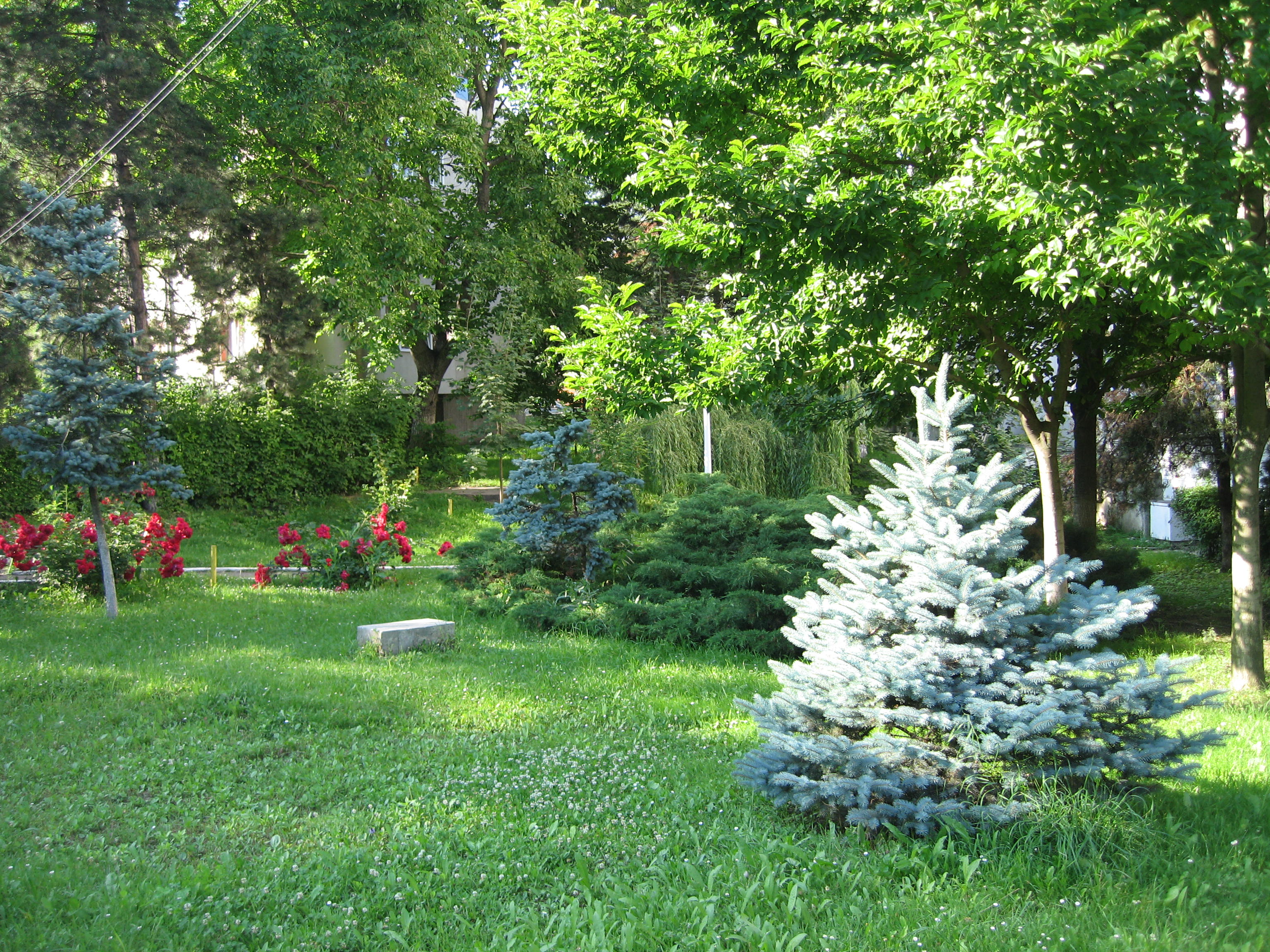
Piatră din vechiul amplasament al grupului statuar în Parcul Trandafirilor